# Кронщатска военноморска катедрала
Военноморската катедрала „Св. Николай“ (на руски: Морской Никольский собор) е катедрален храм на военноморските сили в Кронщат.

## История
Военноморската катедрала е построена в периода 1728-1731 г. от дървен материал и се превръща в основното място за поклонение в най-голямата руска военноморска база до 1840 година. През периода 1903-1913 г. катедралата е построена отново в неовизантийски стил по проект на архитекта Василий Косяков. След Октомврийската революция, храмовата дейност е преустановена. В храмът са се събирали болшевики. Катедралата е подложена на сериозни ремонти няколко пъти, реставрации и подобрения, а на 30 май 2013 г. е осветена за втори път от патриарх Кирил.